# Villamañán
Villamañán – gmina w Hiszpanii, w prowincji León, w Kastylii i León, o powierzchni 57,8 km². W 2011 roku gmina liczyła 1282 mieszkańców.